# IC 3564
IC 3564 је дио галаксије (напримјер сјајан HII регион) у сазвјежђу Береникина коса која се налази на листи објеката дубоког неба у Индекс каталогу.
Деклинација објекта је + 27° 55' 40" а ректасцензија 12h 36m 8,0s. IC 3564 је још познат и под ознакама *Cloud in N 4559.